# Sphenomorphus megalops
Sphenomorphus megalops là một loài thằn lằn trong họ Scincidae. Loài này được Annandale mô tả khoa học đầu tiên năm 1906.